# Telimena panici
Telimena panici är en svampart som beskrevs av Theiss. & Syd. 1915. Telimena panici ingår i släktet Telimena och familjen Phyllachoraceae.   Inga underarter finns listade i Catalogue of Life.